# 한국의 로마 가톨릭교회
한국의 로마 가톨릭교회, 또는 한국의 천주교회는 조선 중엽에서 말기 사이 마테오 리치의 《천주실의》(天主實義)를 통해 ‘서학’(西學)이라는 학문으로서 전래했으며, 이후 점차 신도가 늘어 외부 선교 활동 없이 자치 교회를 세우는 데에 이르렀다. 조선 정부는 가톨릭교회를 전통적인 유교 문화를 파괴하는 것으로 여겨 개항 이전까지 가톨릭교회를 탄압했지만, 한국 가톨릭교회는 그러한 박해에도 교세를 완전히 잃지 않았다.
1886년 조불수호통상조약 이후 천주교 신앙의 자유가 허용되며 온전한 사목활동이 가능해졌으나, 5차례의 박해로 대다수의 신자가 순교하여 교단은 위태로운 상태였다. 같은 시기 미국 선교사를 통해 들어온 개신교는 별 다른 박해 없이 적극적인 포교 활동으로 교세를 확장했으며, 1907년 평양 대부흥을 기점으로 개신교가 천주교의 신자수를 뛰어넘게 되었다. 이 후 가톨릭은 일제강점기의 친일과 해방 정국을 거치며 교세의 악화를 면치 못하다가 1970년대의 민주화 운동 참여로 사회적 명성을 얻고 다시 신자수 증가 등 교세의 성공적인 복원을 이루었다.
2024년 기준, 대한민국 내 로마 가톨릭교회 신자는 약 597만명으로 전체 인구 비율 약 11%를 차지한다. 실제 주일미사에 참석하고 신앙생활을 하는 신자 수는 약 80만명으로 집계되었다.

## 역사

### 조선과대한제국[1]

#### 천주교 전래
한반도에 천주교가 최초로 뿌리내린 시기는 명확하지 않다. 그 시기는 임진왜란(1592~1598) 때 일본군을 따라온 예수회 선교사 그레고리오 세스페데스(Gregorio Céspedes)가 전파했다는 설에서부터, 병자호란 이후 청나라에 볼모로 잡혀갔었던 소현세자가 1645년 청나라에서 돌아오면서 독일 예수회 선교사 아담 샬 신부에게 가톨릭 서적과 지구의 등을 선물로 받아 가져와 전래했다는 설까지 거의 100년에 가까운 차이를 보이는 추측이 존재한다.
연대가 가장 명확한 천주교 전래에 관한 기사는 1631년 정두원이 명나라에서 서양의 문물과 함께 천주교 서적을 가져왔다는 내용이다. 실학자 홍대용(1731년 ~ 1783년)이 쓴 《담헌연기》(湛軒戀記)에도 중국을 오가던 조선 사신 일행이 천주교를 소개한 변증 내용 있다.
강희제 연간이후 우리나라 사신이 북경에 이르면 간혹 천주당에 가서 서양 사람들을 만나 보았다. 서양사람들은 반갑게 맞아주며 성당 안의 이상한 그림과 신상(神像) 그리고 기이한 기물들을 고루 보여주고 서양에서 나온 진귀한 물건들을 선사하였다.

조선 사신들이 서양 선교사들에게 받은 선물 중에는 과학서적 이외에도 마테오 리치 신부가 1603년 북경에서 발행한 기독교 변증서 《천주실의》 등의 천주교 서적들이 있었는데, 천주실의는 조선 사람들이 천주교를 스스로 받아들이는 데 영향을 주었다.
천주교가 본격적으로 종교로서 받아들여지기 전에는 천주교를 '서학(西學)'이라 부르면서 하나의 학문으로 취급했다. 18세기에는 사대부의 서가에 《도덕경》과 불경과 같이 마테오 리치의 《천주실의》가 꽂혀 있었다고 한다.
정조의 치세(1776년 ~ 1800년) 동안에는 정학(正學, 유학)이 흥하면 사교(邪敎, 천주교)는 저절로 없어진다면서 천주교를 묵인한 정조의 정책에 따라 천주교에 대한 탄압이 표면에 드러나지 않았다. 본격적으로 천주교가 종교로서 받아들여진 것이 이때인데, 1779년 겨울에 경기도 광주에 있는 천진암에서 권철신의 제자인 이벽, 정약용, 정약전, 정약종, 권일신 등을 중심으로 천주교 서적 강학회가 열린 게 그 시초로, 이벽이 《천주공경가》를, 정약전이 《십계명가》를 짓는 등 천주교의 교리를 체화하는 활동이 있었던 것으로 보인다.
한국 천주교 신앙의 선구자라고 할 수 있는 사람은 이벽(李蘗)인데, 그는 1783년(정조 8년) 북경에 갈 기회가 생긴 이승훈(李承薰)에게, 북경에서 십자가 등 천주교 신앙의 상징물과 천주교 서적 등을 가져다 달라고 부탁하였다. 당시 조선의 로마 가톨릭 교회는 북경 교구에 속해 있었다. 1784년 이승훈은 북경 북천주당에서 그라몽(Jean de Grammont, 梁棟材) 신부에게서 세례를 받고 조선에 돌아오면서 십자고상, 교리서, 묵주 등의 성물들과 천주교회 문서들을 가져왔다. 그는 이벽, 정약전, 정약용 등에게 대세(代洗)를 하였으며, 이들을 중심으로 초기 천주교회의 포교 활동이 이루어졌다.

#### 명례방 사건
이승훈으로부터 세례를 받은 사람으로는 서울 명례방(明禮坊)에 사는 중인(中人) 역관 김범우도 있었다. 그는 1784년 이벽의 집에서 대세를 받았다. 이 때부터 정약용 형제, 이벽, 이승훈과 권일신 등이 김범우의 집에서 정기적으로 모여 미사를 집전하고 교리 공부 등을 했는데, 1785년 천주교 교리 공부를 하고 있을 때 주위의 고발로 포졸이 들어와 그들을 잡아들였다. 이로서 천주교의 종교 활동이 처음으로 조선 조정에 노출된 것이다(서울 명례방(明禮坊)에서의 집회 사건 또는 을사 추조 적발 사건 (乙巳秋曹摘發事件)). 이 때는 아직 천주교회에서 조상 제사를 하지 않는 등의 조선의 유교적인 가치관에 어긋나는 행동이 드러나지 않았을 때였고, 김범우를 제외한 인물들이 양반들이었기 때문에, 사건은 김범우가 귀양을 가는 것으로 끝났다. 이후, 김범우는 고문으로 입은 상처가 악화되어 귀양지 밀양에서 숨을 거두었다.(1787년) 이벽은 배교자 이기경(李基慶)의 권유로 천주교와 절연하고, 동지들과 교제를 끊었으며, 흑사병으로 죽었다.(1786년)

#### 신해박해과 신유박해

###### 주문모 신부 파견
이승훈 등이 주도한 이러한 집회는 성직자 없이 평신도들만으로 미사와 성사를 집전한 것이었다.(가성직(假聖職) 제도) 이 제도 하에서 권일신이 주교로 선임되기도 하였다.(1787년) 그러다가 문득 교리 문답을 하던 도중 자신들이 하는 행위가 천주교 교회법에 합치하는지 의문이 생겼고, 윤유일(尹有一)을 보내 천주교 북경교구장 구베아(Alexander de Gouvea) 주교에게 유권해석을 요청하였다.(1789년) 구베아 주교는 가성직제도로 교회법을 어긴 사실에 대해서는 책망했지만, 그들의 열정적인 신앙은 칭찬했으며, 조선에 천주교 신부를 보내 주기로 하는 한편, 그는 1790년 조선에 제사 금지령을 내렸다.
금지령에 따라, 천주교 신도인 윤지충과 권상연이 조상의 신주(神主)를 불사르자, 조선 조정에서는 천주교를 조선의 전통적인 유교가치관에 반대하는 사학(邪學)으로 규정하고, 1791년 12월 8일 이들을 처형하였다(신해박해).
북경 교구는 청나라 사람 오 신부를 보냈으나(1793년) 신해박해의 여파로 조선 입국에 실패한 후 병사하였다. 재차, 구베아 주교는 외모나 분위기가 조선 사람과 매우 닮은 주문모 신부를 선교사로 파송한다(1794년). 주문모 신부는 세례와 미사집전, 지방 전도 등의 천주교회 선교사로서의 소임을 1801년 순교할 때까지 실천하였다.
천주교에 대하여 비교적 관대하였던 정조가 1800년 8월 18일 별세하고 8월 23일 순조가 11세로 왕위에 오르면서 정순왕후가 수렴청정을 시작하였으므로정순왕후의 친오라버니 김귀주(그는 이미 1786년에 사망하였다)가 주축을 이루었던 벽파가 정권을 장악하였다. 벽파는 사학(邪學)에 대한 강경책을 주장해온 터였다. 1801년 2월 22일 정순왕후는 천주교 엄금에 관해 하교를 내렸다.
그 내용은 “천주교 신자는 인륜을 무너뜨리는 사학(邪學)을 믿는 자들이니, 인륜을 위협하는 금수와도 같은 자들이니 마음을 돌이켜 개학하게 하고, 그래도 개전하지 않으면 처벌하라”는 것이다. 이러한 하교에 따라 1801년 3월부터 10월까지 이승훈·정약종 등 많은 천주교 신자들과 주문모 신부가 처형되었다(신유박해). 그 뒤에도, 정약종의 조카 사위였던 천주교 신자 황사영(黃嗣永)이 신유박해의 실상과 대응 방안을 적어 청국 북경의 구베아 주교에게 보내려던 밀서(密書)가 발각되었다(1801년 10월 29일(음력 9월 22일) 직후). 이 밀서에는 조선의 천주교가 박해를 받은 사실과 청나라의 힘에 기대어 무력으로라도 조선에 천주교를 허용토록 해달라는 내용이 담겨져 있었다. 이 밀서를 지은 황사영은 1801년 12월 10일에 처형되었다.(황사영 백서 사건)
주문모의 사망으로 조선 천주교회에는 공백이 생겼고, 1805년에 들어서면서 중국 천주교회도 역시, 제사를 금지한 천주교회를 중국의 전통을 파괴하는 무리로 본 중국사회의 저항으로, 천주당(天主堂, 중국에서 천주교 성당을 가리키는 말)과 신학교가 파괴당하는 등의 박해를 받기 시작해, 조선 천주교회에 선교사를 보낼 여유가 없어졌다. 이에 조선 천주교회의 공백은 장기화되었다.

#### 천주교회의 성장
하지만 교황 레오 12세(재위 1823~29년)가 조선에서의 전교를 프랑스의 파리 외방전교회에 맡기기로 하면서, 조선 천주교회에 선교사가 파송될 가능성이 생긴다. 이에 파리 외방전교회의 바르텔르미 브뤼기에르 신부가 조선 선교를 자원하고 나서자(1831년), 교황 그레고리오 16세(재위 1831~46년)는 1831년 9월 9일 천주교 조선대목구를 설정하고 브뤼기에르를 초대 대목구장 즉, 조선 천주교회 초대 주교로 임명했다. 하지만 브뤼기에르 주교는 조선에서의 전교를 전담하고 싶어하는 중국 천주교회 유방제(劉方濟) 신부의 욕심 때문에 입국의 기회를 얻지 못한 채, 1835년 병으로 별세했으며, 대신 파리 외방전교회 선교사 피에르 모방 신부가 정하상을 비롯한 교우들의 보호를 받으며 입국했다.(1836년 1월 12일(1835년 음력 11월 24일) 모방 신부는 유방제 신부를 중국으로 돌려보냈다.
모방 신부에 이어서, 부임하지 못했던 브뤼기에르 주교의 뒤를 이어 조선교구장으로서 파리 외방전교회의 로랑마리조제프 앵베르 주교가 입국(1836년 4월)하였고, 또한 파리 외방전교회의 자크 샤스탕이 입국(1836년 말)하였다. 이들 파리 외방전교회 출신의 선교사들은 조선인 성직자가 필요하겠다고 생각했고, 김대건·최양업·최방제를 마카오 신학교에 보내서 공부하도록 하였다.(1836년 12월)당시 모방 신부는 청소년 신자들의 세례를 집전하기 위해 미리내 마을을 방문했는데, 김대건 집안이 순교자들이 나올 정도로 신앙이 깊고, 김대건 자신도 천주교 신부가 되고 싶어했기 때문에 성직자로 키울 생각을 했다고 한다. 그리고, 피에르 모방 신부는 조선에서 비교적 가까운 북경신학교나 중국인 신부양성소를 탐탁스럽게 여기지 않았기 때문에, 이들이 마카오까지 가서 유학을 하게 된 것이었다. 앵베르 주교는 마카오에서 공부하는 신학생들이 사제서품을 받을 때까지 시간이 십여년이나 걸림을 생각하여, 평신도 신학자인 정하상(바오로)등에게 신학과 제2차 바티칸공의회에서 전례를 개혁하기전까지 가톨릭교회가 사용한 라틴말을 가르쳤다. 
천주교는 민중들에게 널리 퍼졌는데 평등사상에 공감을 했기 때문이다. 1802년 순교한 황일광(시몬, 1752년 ~ 1802년)은 멸시와 천대를 받는 백정이었는데,“나의 이러한 신분에도 사람들이 너무나 점잖게 대해 주니, 천당은 이 세상에 하나가 있고 후세에 하나가 있음이 분명하다."라고 했다.

#### 기해박해와 병오박해
앵베르 주교 등 세 명의 신부에 의하여 천주교의 교세가 회복되고 신도는 증가되어 갔다. 이때 조정에서는 헌종의 할머니인 순원왕후를 중심으로 한 안동 김씨에 대립하여 헌종의 모후(母后)인 신정왕후의 척족 풍양 조씨의 벽파가 새로 등장하면서 무자비한 박해 선풍이 휘몰아쳤다. 1839년(헌종 5년), 로랑조제프마리위스 앵베르 주교·피에르 모방 신부·자크 샤스탕 신부를 비롯한 119명의 천주교인이 투옥·처형되었다.(기해박해) 기해박해가 있고나서 5년 뒤, 한국교회사 최초의 한국인 천주교 사제가 된 김대건 신부가 앵베르 주교의 순교로 공석이 된 조선대목구에 새로 임명받은 장조제프 페레올 주교, 마리니콜라앙투안 다블뤼 신부 및 다른 신자들과 함께 라파엘 호를 타고 상하이 항을 떠나 조선으로 입국하였다. 입국 후 김대건 신부는 선교를 펼치다가, 비밀 항로를 그린 지도를 중국으로 가는 중국 어선에 넘겨주려다가 연평도 부근에서 순찰하던 관헌들에게 1846년 6월 15일 체포되어 같은 해 9월 16일 새남터에서 처형되었다(병오박해).

#### 병인박해
1866년에는 병인박해가 일어났다. 조선 천주교는 이전에도 신해박해(1791년), 신유박해(1801년), 기해박해(1839년) 등 여러 차례 박해를 받았는데, 철종 때 안동 김씨의 천주교 박해가 늦추어지면서 교인들이 많이 늘었다. 이러한 교인 증가는 흥선 대원군 이하응 시대에도 마찬가지여서, 당시 조선 천주교회 교세는 교인수 23,000명, 프랑스 파리 외방전교회 선교사 12명에 달했다. 그래서 대원군은 자주 국경을 침범하던 러시아를 견제하기 위해, 천주교 신자 남종삼, 홍봉주의 권유로 시메옹 프랑수아 베르뇌 주교를 만나려고 했다. 프랑스 천주교회 선교사들을 통해 영불동맹(英佛同盟)을 체결하고자 한 것이다. 하지만 정치적인 이유로 인하여프랑스 천주교 선교사들과 신자들을 처형하는 강경책으로 대원군의 천주교에 대한 정책은 바뀌었다. 당시 사람들의 말로는 대원군이 십년을 기한으로 하여 천주교의 싹을 말려버리려 했다고 전해질만큼 병인박해는 조선 천주교회로서는 견디기 힘든 심각한 박해였다. 1866년에 시작되어 8년여에 걸쳐서 계속된 대원군의 박해를 통해서 조선에서 선교하던 프랑스 천주교회 선교사 9명을 비롯해서 많은 천주교 신자들이 절두산(切頭山), 해미읍성 등에서 순교되었다. 학살된 사람 가운데는 천주교 조선대목구장 베르뇌 주교도 있었다. 이때에 희생된 신자들에 관해서는 다음과 같은 기록이 남아 있다.
1868년 9월에 벌써 박해에 희생된 사람이 2천 명이 넘었는데, 그 중에 5백 명이 바로 한성에서 죽었다. 1870년에 조선에서 공공연히 떠도는 풍문에 의하면 산에서 굶주림과 곤궁으로 죽은 모든 사람을 빼고도 희생된 사람의 수가 8천에 이르렀다 한다. 물론 이 숫자를 확인할 도리는 없다. 그러나 아무리 이 숫자들이 과장된 것이라 하더라도, 대원군이 그의 약속을 지켜 10년도 안 걸려서 천주교의 흔적을 지워버리기를 원하고 있음을 증명해 준다.

대원군의 박해에도 불구하고 천주교회는 결코 죽지 않았다. 박해는 천주교를 더욱 확산시키는 계기로 작용하고 있었다. 그러나 대원군의 정치권력도 10년을 가지 못했다. 그는 고종 임금이 직접 정치를 맡게 된 이후 정치 일선에서 물러나야 했다. 자신의 며느리 명성황후 일가와도 치열한 권력투쟁을 했지만 참패당했다. 개항 이후 한때 그가 정권을 다시 장악하기도 했지만, 곧 밀어닥친 근대화의 과정에서 그가 설 자리는 더 이상 없었다. 그 후에도 그는 정치적 권력을 회복하기 위해서 무진 애를 썼다. 심지어 그는 1895년 10월 8일 을미사변을 통해 명성황후의 제거에 개입했다가 철저히 실각하게 되었다. 명성황후가 일본 낭인들에 의해 시해된 을미사변 이후 그는 마포 공덕동 자택에서 거의 유폐생활을 해야 했다.
그의 부인인 여흥부대부인 민씨는 이미 1896년 10월에 조선교구 주교인 뮈텔 주교로부터 ‘마리아’라는 새로운 이름으로 세례성사와 견진성사를 받아 신자가 된 바 있다. 그렇지만 대원군 자신은 천주교의 가르침에 대해서는 관심이 없었다.

#### 신앙의 자유
조선왕조는 19세기 후반에 이르러 큰 변화를 겪게 되었다. 이 변화에 가속도를 붙여준 사건 가운데 하나가 서양 국가들과의 개항이었다. 개항으로 인해 조선은 근대사회로 전환되어 갔다. 그러나 개항이 곧바로 신앙의 자유를 보장해 주지는 못했다.
- 천주교 신앙에 대한 묵인

개항 이후 조선이 외국과 맺은 여러 조약에서도 신앙의 자유에 관한 명백한 규정은 없었다. 극히 드문 조약에 규정된 종교에 관한 조목은 어디까지나 조선에 나와 있는 외국인만을 대상으로 했지, 조선인에게도 신앙의 자유를 용인해 주지는 않았다. 그러나 개항으로 인해 신앙의 자유에 대한 전망이 좀 더 분명해졌다. 시대변화를 감지한 지배층에서도 천주교회 문제를 더 이상 박해로만 일관할 수 없다고 판단하게 되었다. 그들은 개항 이후 천주교회 신앙이 조선에 더욱 널리 전파되어 있고, 파리 외방전교회 선교사등의 서양인 천주교회 선교사들이 활동하고 있음을 알고 있었다. 그러나 조정은 이들의 신앙실천을 짐짓 모른 체하면서, 그 활동을 묵인하는 입장을 취했다.
- 프랑스와의 신앙의 자유 논쟁

적지 않은 사람들은 천주교 신앙의 자유가 주어지기 시작한 사건으로, 조선 정부와 프랑스가 1886년에 맺은 《한불수호통상조약》을 들고 있다. 프랑스 측에서는 이 조약문에 천주교 조선교구장 블랑 주교의 요청에 따라 신앙의 자유 허용에 관한 항목을 삽입시키고자 했다. 그러나 조선 측의 반대로 인해 이를 직접 표현하는 대신에, 프랑스 사람이 조선 사람을 ‘가르칠 수 있다.’(敎誨)라는 조문을 삽입시켰다. 천주교회 측에서는 이를 ‘전교의 자유’에 대한 인정으로 확대 해석했다. 물론 당시 조선 조정에서는 이와 같은 해석에 반대했지만, 블랑 주교를 비롯한 조선 천주교회와 프랑스 측은 이 구절이 전교의 자유에 대한 인정이라고 주장하여 그들의 해석을 받아들이게 하였다. 한편, 신앙의 자유 가운데 중요한 요소가 전교의 자유이므로, 오늘의 연구자들 가운데 일부는 한불조약이 체결된 1886년을 천주교회의 신앙의 자유를 얻게 된 해라고 생각하게 되었다.
- 신앙의 자유가 용인됨.

신앙의 자유가 묵시적으로 용인된 때는 1882년이었다. 이 해에 천주교회는 인현서당(仁峴書堂, 韓漢學校)을 설립했다. 이 학교에는 신자가 아닌 일반인 학생들도 재학하고 있었다. 그 이후 천주교회는 서울과 경상도에 고아원을 세워 운영하기 시작했고, 1885년 10월 28일에는 강원도 원주 부엉골에 신학교를 재건하여 조선인 성직자 양성에 재착수했다(참고로 천주교 최초의 신학교는 1855년 충북 제천 배론에 최초의 신학교인 성요셉 신학교가 세워졌다.). 이러한 일련의 일들은 신앙의 자유에 대한 조정의 묵인 없이는 거의 불가능한 일들이었다. 그리하여 한국 천주교회는 교회가 세워진 후 100년 만에 신앙의 자유를 묵인받을 수 있었다.
- 사면령과 신앙의 자유 허용

1895년 조선 조정은 1866년의 병인박해 때에 순교한 일부 신도들에 대한 사면령을 발표했다. 사면의 대상이 되었던 신도들은 소수에 불과했지만, 이 사면령은 신앙의 자유를 공인하기 위한 사전 조처로 해석되었다. 또한 이 해에 천주교 조선교구(현재 천주교 서울대교구) 제8대 교구장이자 프랑스사람인 뮈텔 주교는 조선의 국왕 고종을 만났다. 이때 고종은 1866년 병인박해에 대하여 유감의 뜻을 표하며, 뮈텔 주교에게 친선을 제의했다. 국왕인 고종이 천주교를 인정하고, 종전의 박해에 대해 유감을 표했다는 사실은 신앙의 자유를 공인했음을 뜻했다. 그러므로 뮈텔 주교 자신도 그날의 일기에서 조선에서 천주교회 박해가 공식적으로 막을 내렸다고 기록했다. 이러한 정세의 변화가 법적으로 확인된 것은 1899년에 조인된 「교민조약」(敎民條約)에서였다. 이 교민조약은 조선 조정의 관리와 뮈텔 주교 사이에 체결되었다. 이 조약을 통하여 조선인 천주교 신자들에게도 신앙의 자유가 성문법으로 보장되었고, 천주교 신자들도 일반인과 동등한 권리와 의무가 있음이 인정되었다. 이 「교민조약」은 1904년에 체결된 「선교조약」(宣敎條約)을 통해서 더욱 보완되었다. 이 「선교조약」에 의해 선교사들은 개항장 이외의 다른 지역에서도 토지를 매입하고 건물을 세울 수 있는 권리를 보장받았다.

### 일제강점기

#### 항일투쟁
천주교가 한국 사회에 자리를 잡을 무렵, 일제는 한국 침략의 야욕을 노골적으로 드러내기 시작했다. 일제는 1905년 11월 17일 을사조약으로 외교권을 박탈하고, 1910년 8월 29일 한일합방으로 국권까지 말살하며 한국에 대한 식민지배를 본격화하였다. 이러한 일제의 침략에 맞서 한국인들은 무력을 동원한 직접적인 독립투쟁을 전개하거나 애국계몽운동을 통해 민족의식을 고취시키는 등 여러 가지 방법으로 일제의 침략에 대응했다.
안중근(세례명: 토마스) 의사는 가장 대표적인 가톨릭 독립운동가였다. 1909년 10월 26일, 안중근은 하얼빈 역에서 이토 히로부미를 암살했다. 안중근은 사형선고를 받은 이후 고해성사와 병자성사를 청했다. 그러나 당시 조선대교구장이었던 귀스타브샤를마리 뮈텔 주교는 안중근을 살인자로 단죄하고, 조선대교구의 성직자들로 하여금 안중근에게 성사를 배푸는 것을 금했다. 그러자 안중근의 집안과 인연이 있었던 토마스 빌렘 신부가 뮈텔 주교에게 알리지 않고 뤼순 감옥을 찾아가 안중근에게 고해성사와 병자성사를 배풀었으며, 안중근은 성사를 받은 뒤 순국했다. 
이 사실을 알게 된 뮈텔 주교는 주교에게 불순명했다는 이유로 빌렘 신부의 성사집행권을 정지시켰으나, 빌렘 신부는 교황청 교회법원에 이의를 제기해 성사집행권 정지는 해제됐다. 이 후 1993년 김수환 추기경이 안 의사 탄생 기념 미사에서 안중근 의사의 행위를 살인이 아닌 독립운동이자 정당방위로 판단한다는 취지의 강론을 통해 천주교에서 안중근의 평신도 신분은 복권됐다.
한일 병합 이후 한국 천주교 교회의 교세는 크게 떨치지 못한 채 간신히 현상을 유지할 정도밖에 되지 못했다. 일제 통치의 압박에서 벗어나려는 이민의 증가로 교인 수는 한일병합 당시의 7만3천여명 수준을 넘어서지 못했다. 한국인들이 주로 이민해간 곳은 하와이, 멕시코, 간도 등이었으며 그 중에서도 간도는 천주교인들이 제일 많이 가는 곳이었다. 1910년 한해동안 간도로 간 이민자 수는 무려 10만명에 달했고 이 가운데 천주교인의 수만도 예비 신자까지 합쳐 3천5백명이나 되었다. 세례 받는 사람은 많았으나 이민자가 증가함으로 인해 교인 수는 현상을 유지할 정도였다.

#### 일제에 대한 침묵
일제 강점기의 한국 천주교는 주로 프랑스, 독일, 미국 등의 서구권 제국주의 국가 출신의 선교사들이 지도하고 있었고, 이들은 대체로 일제의 침략 행위와 식민 정책에 침묵하고, 항일운동을 지지하지 않았다. 뮈텔 주교는 독립운동에 참여하는 성신학교 신학생들을 퇴학 조치시키거나 조선총독부에 밀고하였으며, 1930년대에 들어 신사참배를 허용하는 등 적극적인 친일 반민족 행보를 보였다.
천주교 지도자들의 일본에 대한 기본적인 시각은 대체로 부정적이었다. 뮈텔 주교의 경우, 1904년부터 1906년까지 일어났던 중국의 남창교안에서 발생한 가톨릭 선교사들의 피살 소식을 전해듣고는 표면적으로는 중국인들이 일으킨 사건이었지만, 그 배후에 일본인들이 있다고 의심하였다. 또한 일본 정부가 헤이그 밀사 사건을 악의적으로 조종하였다고 주장하였다. 드망즈 주교는 1920년대 일본인들이 교회와 한국인들 소유의 토지를 강탈해가는 것을 보고, 분개하며 일본에 대한 적개심을 나타냈다.
그렇지만, 이들은 기본적으로 교회의 사회 참여, 곧 예언자적 목소리를 인간의 영혼을 구원하는 하느님의 사업을 수행하는 교회의 임무와 배치되며, 따라서 인간의 영성적 생활을 저해하는 위험한 행위라 잘못 인식하고 있었고, 한국이나 일본의 정치 문제에 일절 관여하지 않는다는 철저한 정교분리 원칙을 견지하였다. 이것은 결과적으로 이후 한국인들의 독립 운동을 저해하는 요소로 작용하게 되었다. 게다가 독립운동 과정에서 나타난 몇몇 부정적인 모습으로 인해 자신들의 생각을 더욱 굳히게 되었다.
선교사들에게 비친 독립운동의 부정적 측면 가운데 하나는 독립운동을 하다가 배신행위를 하는 이들에 관한 것이었다. 일본군에 의해 학교가 불타고 수상한 사람들이 잡혀갔는데, 그 과정에서 배신행위를 한 사람들이 나타났던 것이다. 즉, 이전에는 독립군이었던 자들이 일본군의 통역자가 되고, 그 상황을 이용해서 자신들에게 과거에 저항했던 사람들을 무고로 연루시킨 일도 생겨났다. 선교사들의 눈에는 이러한 사람이 가장 비열한 사람으로 보였다.
또한 실력양성을 통한 민족계몽에도 천주교 선교사들은 부정적인 모습을 보이기도 했다. 안중근 의사가 학교를 만들어서 조선 민중들에 대해 계몽활동을 하려고 하자, 천주교 선교사들은 "교인들이 학문을 하면 신앙에 좋지 못합니다."라면서 조선 천주교 신자들의 무지를 방관하였다. 이에 화가 난 안중근 의사는 천주교 선교사들에게 불어를 더 이상 배우지 않았다.(안중근 평전)이는 개신교도 마찬가지여서, 일제강점기 개신교 선교사들은 조선인 목사들에게 중등 수준의 신학교육을 했다. 조선인 목사들의 학문수준을 낮게 만들어야 자신들에게 순종할 것이기 때문이다. 최형묵 목사는 이러한 선교사들의 차별적이고 권위주의적인 모습이 지금도 한국교회에서 맹위를 떨치고 있다고 말한다. 평신도들은 그저 순종의 미덕만 갖추면 그만이지, 신학적으로 헤아리고 따지는 것은 전문적 훈련을 받은 성직자나 신학자에게 맡겨야 한다는 잘못된 인식을 심어주었기 때문이다. 뿐만 아니라 기독교의 근본적 사실과 신조를 철저히 믿는 사람을 교역자의 자격으로 정함으로써 한국 개신교 교회에 기독교 근본주의가 곧 "예수천당 불신지옥"같이 단순화한 교리를 의문이나 비평없이 무턱대고 믿는 반지성주의를 심었다. 의문을 가지고 비평하는 이성적인 신앙을 마치 사탄의 짓인양 여기는 태도가 그 예이다.즉, 천주교와 개신교 모두 기독교 근본주의로 인해 반지성주의가 역사적으로 선교사들의 헤게모니를 강화하는 수단으로 사용되었고, 오늘날에는 교권주의자들의 교권강화 수단으로 활용되는 모습을 보였다고 생각된다.

#### 반론
그러나 한편에서는 천주교가 반드시 그런 태도로만 일관한 것은 아니라는 주장도 제기되고 있다. 즉, 당시 천주교 평신도들은 독립운동을 활발하게 펼쳤고, 그 수나 비중에 있어서도 다른 종교와 비교할 때 뒤지지 않는 수준이었다는 것이다. 따라서 천주교도 독립운동에 상당한 기여를 했다는 주장들이 나타나고 있으며, 1990년대 이후 신실한 천주교 신자인 안중근의사의 업적을 재조명하는 연구가 활발히 진행되는 것도 그 일환으로 볼 수 있다는 것이다.

#### 의민단
간도 지역에서는 용정촌을 중심으로 한 천주교 신앙공동체가 간도 민족해방운동의 근거지로서의 역할을 수행하였다. 한반도에서 광범하게 전개된 3·1 운동을 간도 지역에서 처음으로 궐기한 곳도 용정촌이었다. 천주교 신자들이 주축이 된 무장독립운동단체인 의민단(義民團)도 간도에서 조직되었다. 의민단의 단장은 방우룡, 부단장은 김연이었다. 의민단의 재정은 신자들의 헌금으로 충당되었다. 의민단은 1920년 간도국민회에 통합된다. 1915년의 조선총독부 국경지방시찰부명서에서는 이러한 간도 천주교 교회에 대해 다음과 같이 설명하고 있다.
간도의 천주교는 포교 시초에 의료를 행하고 금품을 주며 또한 중국 관헌의 폭정을 배제하여 오로지 보호회유에 힘쓴 결과, 이 교회의 기초가 더욱 튼튼해져 이후 점차 신도가 증가하였다. 다른 한편 반일사상을 고취하고 있다.— 백산학보 9호 224면 조선총독부 국경지방시찰부명서 참조.

#### 전쟁
1914년 제1차 세계대전이 발발하면서 교세 확장은 또 한번 타격을 입게 되었다. 전쟁으로 프랑스 신부 11명이 소집당해 본국으로 돌아갔고 이에 따라 공석이 된 본당을 우선 이웃 본당 신부가 겸임하는 임시변통의 방법을 썼다. 그러나 워낙 지역이 넓은데다 사제의 수가 부족해 원활한 전교사업은 기대하기조차 어려운 형편이었다.

#### 이웃종교들의 악선전
게다가 다른 종교에서 전쟁을 오히려 천주교를 악선전하는데 이용했는데, 그 중에서도 특히 불교 측에서 천주교를 맹렬히 비판하고 나섰다. 불교도들은 “유럽은 지금 도살장이 되었으며 그 어느때보다도, 또 어느 민족보다도 그곳 사람들은 고난을 겪고 있다. 그런데 이처럼 서로 싸우는 민족들의 종교가 과연 좋을 수 있으며 우리에게 행복을 줄 수 있을 것인가?”라고 비방했다.
뿐만 아니라 개신교 측에서도 개신교 신자가 많은 영국과 미국이 일본 제국과 동맹을 맺은 것을 두고 자랑하는가 하면 “천주교의 성직자는 왜 독신인가?” “왜 마리아를 공경하는가?”라는 등의 상투적인 비판을 되풀이했다. 이는 개신교 선교사들이 기독교 근본주의 성향을 가지고 있었기 때문이다. 신학에서 배타적인 성향을 가진 이들은 천주교에 대해 마리아 숭배를 하는 우상종교라고 보아서 배척했다.
이밖에도 산업 발전과 생활비의 등귀 및 부녀자의 공장 진출 등 일련의 유물적 생활관은 교인들의 신앙 활동에 아무런 도움이 되지 못했다. 유물적 교육 및 생활관과 싸우기 위해서는 청년회의 조직과 학교 교육 등이 긴급한 사업이었다. 그러나 많지 않은 교회 학교도 조선 총독부의 간섭으로 종교교육을 제대로 하지 못해 간접적인 전교라는 소기의 성과를 거두는 데 그쳤다.

#### 만주 간도 지방의 원산교구로 편입
1920년 서울교구에서 원산교구가 분리, 독립되어 간도 지방까지 관할케 하였다. 이어 1922년에는 원산교구에서 만주 연길교구를 분리하였다. 한편 서울교구장 뮈텔 주교는 이 무렵 1839년과 1846년의 천주교 박해 때 처형당한 순교자 79명의 시복 운동을 전개했다. 마침내 1925년 7월 바티칸에서 이들의 시복식이 거행되었다.
제2차 세계대전이 발발하면서부터 한반도의 사태도 급변하여 한국 교회는 치명적인 시기를 맞게 되었다. 일제는 모든 서구인을 간첩으로 간주했으며, 소위 일본-독일 동맹에도 아랑곳 없이 독일인 신부마저 간첩으로 봤다. 1941년 일본이 미국에 선전포고를 하기 수개월 전부터 전국적으로 외국인의 여행이 제한되기 시작했다. 여행 증명서를 갖지 않고서는 병원에도 갈 수 없었고 여행 신청을 개별적으로 해야 했으며 그 유효기간은 고작 3개월이었다.
일본이 진주만을 공격하자 감금 상태는 더욱 엄해져 겨우 본당 구역에서 행동의 자유가 허락될 정도였다.

### 대한민국
한국 천주교회는 다음과 같이 자신의 반공전선에서의 역할을 자임하였다.
우리 대한민국은 극동의 민주보루로서 우리 가톨릭은 천주를 거스르고 신을 부인하는 저 악마의 소산 공산주의에 대한 투쟁을 개시한지 이미 오래전이다. 이렇게 우리는 벌써 다만 국민의 의무로서만이 아니라 또한 가톨릭의 전우로서 대한민국이 가장 필요로 하는 비행기의 헌납운동에 더욱 힘쓰자. 물론 우리는 국민으로서 또는 직장의 일원으로 그외 또 여러부분으로 이 국민운동에 벌써 많은 부담이 있는 줄 안다. 그러나 우리는 반공의 최후전사로 자인하는 가톨릭이다. 우리의 정신을 다시 한 번 표시하자. 우리는 가톨릭 신자이기에 누구보다 더 나라를 사랑한다는 것을.— 가톨릭시보 1949년 11월 10일자 社告

이러한 교회의 정치적 역할을 강화하기 위하여 조직화를 위한 노력이 경주되었는데, 한국 천주교회는 1949년 8월 26일 대한천주교연맹을 결성한다. 대한천주교연맹은 노기남 주교를 총재로 하고, “사회 전부문에 걸쳐 가톨릭정신을 보급하자!”는 기치 아래 전국의 청년단체를 중심으로 남녀노소를 포괄하는 평신도 가톨릭운동 대표단체로 출범하였다. 이 단체가 성장하여 1968년 7월 23일 평신도사도직협의회가 결성된다. 또한 공산당 기관지에 맞서 천주교회의 가르침과 반공 사상을 광범하게 유포하기 위하여 주교회의에서 관장하는 <경향잡지>, 〈가톨릭청년〉 등의 전국적 보급을 위하여 전력을 다했다.
이러한 종류의 선전물 가운데 가장 대표적인 것은 윤공이 <가톨릭청년>(1947.11)에 기고한 볼세비키적 공산주의를 배격함이라는 글이다. 윤공은 교황 비오 9세의 말을 빌어 “공산주의라 칭하는 사설(邪說)은 근본적으로 원리와 법칙 그 자체들에 배반”하는 것이며, 비오 12세의 회칙을 인용하여 “인간사회의 핵심을 찔러 이것을 전멸시키려는 치명적 역병(疫病)”이라고 단죄한다. 그러므로 모든 그리스도 신자들은 신을 거역하는 공산주의에 맞서 싸우는 십자군으로 소집되었다고 주장한다.
나는 이같이 부르짖고 싶다.“볼세비키 공산주의는 내 자신의 적이요, 전 조선 가톨릭 20만 신도의 적이며 이 강산 3천만 동포의 적이며 더한층 전 세계 그리스도교의, 아니 이 우주 창조 후 아담으로부터 조물주이신 천주를 믿는 전 인류의 무덤과 저의 영혼의 적인 것이다. 옛날 네로 황제는 로마를 불살랐지만 공산주의는 전 세계의 침략자며 전 세계에 불을 놓아 멸망으로 이끌고 있는 20세기의 네로이며 지상의 뱀은 아담과 하와를 속였지만 공산주의자들은 전 인류를 그 감언이설로 속여 유혹하고저 하는 20세기의 뱀인 것이다. 공산주의적 볼세비키는 그리스도교와 그리스도교 문화에 대한 극도로 철저한, 즉 다만 이론적이 아니고 실천적 선전포고를 의미한다. 저들은 어떠한 신학적 비판적 神論을 의미하는 것이 아니라 참으로 전투적 反神主義를 의미하는 것이다. 암흑의 권력이며 천주를 저주하는 마귀가 천주께 항전하였으니 그리스도의 이름을 받은 우리 모든 신자뿐만 아니라 천주를 믿는 모든 사람들은 일치단결하여 최후의 승리를 천주께 의탁하며 그 보호를 믿고 이 도전에 응전하지 않으면 아니되겠다.

한편 이러한 반공주의적 노력은 순교정신이나 성모 신심과 결합하여 효과를 더욱 증폭시키도록 하였다. 1948년 2월 주교단 공동교서는 “종교적, 민족적, 국가적 위기를 당하여” 순교복자들과 성모 신심께 구원과 보호를 청하도록 당부하고 있다. 더구나 “러시아의 회개”라는 구체적인 메시지를 담고 있는 파티마의 성모 발현에 관한 강조는 반공투쟁의 정당성과 승리에의 확신을 더욱 고취시켜주는 역할을 하였다. 이는 강력한 반공주의자였던 비오 11세와 비오 12세가 파티마의 성모 신심을 강조하였던 것과 맥락을 같이한다.
1950년에 일어난 6.25 전쟁으로 수많은 가톨릭 사제와 신자들이 순교하면서 이러한 반공주의적 경향은 절정에 달했다. 6.25 전쟁 이전까지 북한 지역은 '동양의 예루살렘' 이라고 불릴만큼 가톨릭과 개신교의 교세가 높았으나, 공산정권이 들어서면서 기독교에 대한 탄압이 시작되어 가톨릭의 교세는 완전히 짓밟혔고 성직자들과 수도자, 평신도들은 모두 처형당했다. 그러나 이러한 한국 가톨릭의 외향적 반공주의는 이후로 점차 옅어지기 시작해 내재화하고, 1970년대와 1980년대를 지나면서 '민주화'라는 새로운 시대정신으로 대체되었다. 1960년 4.19 혁명으로 이승만 독재 정권이 무너졌지만, 불과 1년 만인 1961년 5월 16일에 박정희가 군사 쿠데타를 일으켜면서 독재 정권이 다시 들어섰다. 한국의 수구적 개신교는 박정희 정권과도 손을 잡았지만, 가톨릭은 박정희 정권과 손을 잡지 않았다. 1969년 3선 개헌, 1972년 10월 17일 10월 유신으로 박정희 정권의 민주화운동에 대한 탄압이 심해지자 1970년대에 주교회의 산하에 정의평화위원회가 설치되고, 정의구현사제단이 조직되면서 김수환 추기경을 비롯한 교회 지도자들이 민주화 운동에 뛰어들게 되었다. 이런 과정을 통해 한국 가톨릭은 수구보수파와의 관계를 단절하게 되었다. 여기에는 1962년 바티칸 공의회 이후 교황청의 입장 변화도 주목할 필요가 있다. 이전까지 무조건 수구적 반공만 내세우던 비오 11, 12세와는 달리 요한 23세, 바오로 6세, 요한 바오로 2세 이 세 교황은 공산주의의 무신론적 성격과 폭력성은 계속 비판하면서도, 수구보수적 정치 이데올로기로부터는 벗어나서 가톨릭 교회가 적극적으로 정의와 평화를 위해(하느님 나라 실현을 위해) 노력해야 한다고 가르쳤기 때문이다.

### 조선민주주의인민공화국
북한 사회에서 1970년대 이래 조국 해방과 통일을 위한 통일 전선론이 강화되면서, 북한 당국은 종교 신앙의 존재를 인정하게 되었다. 1980년대 이래로 북한 정권 당국은 종교 또는 천주교에 대한 정책을 새로운 방향으로 전환하여, 1983년에는 한국 전쟁 이후 처음으로 복음서가 북한에서 출간되었다. 1988년 평양에는 개신교 교회당과 천주교 성당이 한국 전쟁 이후 처음으로 세워졌다. 그리고 천주교 신자 단체인 “조선 천주교인 협회”가 천주교인의 이익을 대변하는 기구로 창설되어, 1999년에는 “조선카톨릭교협회”(위원장: 장재언)로 이름을 바꾸어, 평양 선교구역에 자리잡은 장충성당을 중심으로 활동하고 있다. 평양의 “조선 천주교인 협회 중앙 위원회”에서는 1991년 《카톨릭 기도서》등을 간행했다.

#### 대한민국 교회와 관계
대한민국 교회는 1984년 한국 천주교 200주년을 계기로 북한 선교 위원회를 조직해서 활동하였다. 1995년 천주교 서울대교구는 민족 화해 위원회를 조직했다.
1984년부터는 외국 국적을 가진 한국계 성직자들의 북한 방문이 가능해지면서, 미주 지역에서 교민 사목에 종사하는 성직자들이 북한을 정기적으로 방문, 북한 신자들과 교류하게 되었다. 1989년에는 북한의 김일성 주석이 서울대교구의 김수환 추기경을 초청하였지만, 김수환 추기경은 평양을 방문할 수 없었다. 그러나 이때를 전후하여 북한 신자들과 남한 신자들은 해외에서 간헐적으로 만났다. 그뿐 아니라 1998년 5월에는 서울대교구 민족화해위원회 위원장 최창무 주교 일행이 사목적 목적으로 평양 장충성당을 방문하여 평양의 신자들을 직접 만났다.
1945년 해방 당시 북한에 거주하던 천주교 신자는 대략 52,000여 명으로 집계되었다. 그러나 1988년에는 모두 800여 명의 신자들을 기반으로 “조선 천주교인 협회”가 평양에서 창설되었다. 1998년 5월 약 3,000여 명의 신자들이 북한에 있는 것으로 추정하고 있다. 이들 가운데에는 한국 전쟁 이전에 세례를 받은 구교우뿐만 아니라 1980년대 후반 이후 새롭게 영세 입교한 신자들 다수가 포함되어 있다. 북한 지역 신자들은 남포와 원산 등에 공소를 세우려 하고 있었다. 현재 북한에는 단 한 명의 성직자나 수도자도 없다. 그러므로 북한의 신앙 공동체는 평신도·수도자·성직자로 구성되는 하느님 백성의 공동체로서 7성사가 모두 집전되고 교계 제도를 갖춘 완벽한 교회에는 이르지 못하고 있다.
1995년 이후 냉해와 홍수, 해일 등과 같은 자연 재해로 북한은 기근에 허덕이고 있는 형편이다. 여기에 중앙유럽 공산주의 국가들이 붕괴되면서 북한은 심각한 경제난에 빠졌다. 한국 교회는 인도주의적 측면에서 북한의 기근을 돕기 위한 노력을 전개하여, 민족화해위원회에서는 북한 돕기 캠페인을 통해서 모금된 금액 60억여 원으로 식량과 비료 등을 구입하여 북한 주민들을 지원하는 등 북한의 기근 피해자를 돕기 위한 노력이 있었다.

### 연표
| \| 조선 대목구 (1831) \| 조선 대목구 (1831) \| \| 원산대목구(1920) \| 원산대목구(1920) \| 원산대목구(1920) \| 원산대목구(1920) \| 원산대목구(1920) \| 원산대목구(1920) \| 덕원자치수도원구(1940) \| 덕원자치수도원구(1940) \| 덕원자치수도원구(1940) \| 덕원자치수도원구(1940) \| 덕원자치수도원구(1940) \| 덕원자치수도원구(1940) \| 덕원자치수도원구(1940) \| 덕원자치수도원구(1940) \| 덕원자치수도원구(1940) \| 덕원자치수도원구(1940) \| 덕원자치수도원구(1940) \| 덕원자치수도원구(1940) \| 덕원자치수도원구(1940) \| 덕원자치수도원구(1940) \| 덕원자치수도원구(1940) \| 덕원자치수도원구(1940) \| 덕원자치수도원구(1940) \| 덕원자치수도원구(1940) \| 덕원자치수도원구(1940) \| \| \| \| 조선 대목구 (1831) \| 조선 대목구 (1831) \| 함흥대목구(1940) \| 함흥대목구(1940) \| 함흥대목구(1940) \| 함흥대목구(1940) \| 함흥대목구(1940) \| 함흥대목구(1940) \| 함흥대목구(1940) \| 함흥교구(1962) \| 함흥교구(1962) \| 함흥교구(1962) \| 함흥교구(1962) \| 함흥교구(1962) \| 함흥교구(1962) \| 함흥교구(1962) \| 함흥교구(1962) \| 함흥교구(1962) \| 함흥교구(1962) \| 함흥교구(1962) \| 함흥교구(1962) \| 서울 관구 \| 서울 관구 \| \| \| \| \| \| \| \| \| 조선 대목구 (1831) \| 조선 대목구 (1831) \| \| \| 평양지목구(1927) \| 평양지목구(1927) \| 평양지목구(1927) \| 평양지목구(1927) \| 평양대목구(1939) \| 평양대목구(1939) \| 평양대목구(1939) \| 평양대목구(1939) \| 평양대목구(1939) \| 평양대목구(1939) \| 평양대목구(1939) \| 평양대목구(1939) \| 평양교구(1962) \| 평양교구(1962) \| 평양교구(1962) \| 평양교구(1962) \| 평양교구(1962) \| 평양교구(1962) \| 평양교구(1962) \| 평양교구(1962) \| 평양교구(1962) \| 평양교구(1962) \| 평양교구(1962) \| 평양교구(1962) \| \| \| \| 조선 대목구 (1831) \| 조선 대목구 (1831) \| \| \| \| \| \| \| 춘천지목구(1939) \| 춘천지목구(1939) \| 춘천지목구(1939) \| 춘천대목구(1955) \| 춘천대목구(1955) \| 춘천대목구(1955) \| 춘천대목구(1955) \| 춘천대목구(1955) \| 춘천교구(1962) \| 춘천교구(1962) \| 춘천교구(1962) \| 춘천교구(1962) \| 춘천교구(1962) \| 춘천교구(1962) \| 춘천교구(1962) \| 춘천교구(1962) \| 춘천교구(1962) \| 춘천교구(1962) \| 춘천교구(1962) \| 춘천교구(1962) \| \| \| \| 조선 대목구 (1831) \| 조선 대목구 (1831) \| 원주교구(1965) \| \| \| \| \| \| 춘천지목구(1939) \| 춘천지목구(1939) \| 춘천지목구(1939) \| 춘천대목구(1955) \| 춘천대목구(1955) \| 춘천대목구(1955) \| 춘천대목구(1955) \| 춘천대목구(1955) \| \| \| \| \| \| 서울 관구 \| 서울 관구 \| \| \| \| \| \| \| \| \| 조선 대목구 (1831) \| 조선 대목구 (1831) \| 경성대목구(1911) \| 경성대목구(1911) \| 경성대목구(1911) \| 경성대목구(1911) \| 경성대목구(1911) \| 경성대목구(1911) \| 경성대목구(1911) \| 서울대목구(1950) \| 서울대목구(1950) \| 서울대목구(1950) \| 서울대목구(1950) \| 서울대목구(1950) \| 서울대목구(1950) \| 서울대목구(1950) \| 서울대교구(1962) \| 서울대교구(1962) \| 서울대교구(1962) \| 서울대교구(1962) \| 서울대교구(1962) \| 서울대교구(1962) \| 서울대교구(1962) \| 서울대교구(1962) \| \| \| \| \| \| \| \| 조선 대목구 (1831) \| 조선 대목구 (1831) \| 경성대목구(1911) \| 경성대목구(1911) \| 경성대목구(1911) \| 경성대목구(1911) \| 경성대목구(1911) \| 경성대목구(1911) \| 경성대목구(1911) \| 서울대목구(1950) \| 서울대목구(1950) \| 서울대목구(1950) \| 서울대목구(1950) \| 서울대목구(1950) \| 서울대목구(1950) \| 서울대목구(1950) \| 서울대교구(1962) \| 서울대교구(1962) \| 서울대교구(1962) \| 서울대교구(1962) \| 서울대교구(1962) \| 서울대교구(1962) \| 서울대교구(1962) \| 서울대교구(1962) \| 의정부교구(2004) \| \| \| \| \| \| \| 조선 대목구 (1831) \| 조선 대목구 (1831) \| 경성대목구(1911) \| 경성대목구(1911) \| 경성대목구(1911) \| 경성대목구(1911) \| 경성대목구(1911) \| 경성대목구(1911) \| 경성대목구(1911) \| 서울대목구(1950) \| 서울대목구(1950) \| 서울대목구(1950) \| 서울대목구(1950) \| 서울대목구(1950) \| 서울대목구(1950) \| 서울대목구(1950) \| 수원교구(1963) \| \| \| \| \| \| \| \| \| \| \| \| \| \| \| 조선 대목구 (1831) \| 조선 대목구 (1831) \| 경성대목구(1911) \| 경성대목구(1911) \| 경성대목구(1911) \| 경성대목구(1911) \| 경성대목구(1911) \| 경성대목구(1911) \| 경성대목구(1911) \| \| \| \| \| 인천대목구(1961) \| 인천대목구(1961) \| 인천대목구(1961) \| 인천교구(1962) \| 인천교구(1962) \| 인천교구(1962) \| 인천교구(1962) \| 인천교구(1962) \| 인천교구(1962) \| 인천교구(1962) \| 인천교구(1962) \| 인천교구(1962) \| 인천교구(1962) \| 인천교구(1962) \| 인천교구(1962) \| \| \| \| 조선 대목구 (1831) \| 조선 대목구 (1831) \| 경성대목구(1911) \| 경성대목구(1911) \| 경성대목구(1911) \| 경성대목구(1911) \| 경성대목구(1911) \| 경성대목구(1911) \| 경성대목구(1911) \| \| \| \| 대전대목구(1958) \| 대전대목구(1958) \| 대전대목구(1958) \| 대전대목구(1958) \| 대전교구(1962) \| 대전교구(1962) \| 대전교구(1962) \| 대전교구(1962) \| 대전교구(1962) \| 대전교구(1962) \| 대전교구(1962) \| 대전교구(1962) \| 대전교구(1962) \| 대전교구(1962) \| 대전교구(1962) \| 대전교구(1962) \| \| \| \| 조선 대목구 (1831) \| 조선 대목구 (1831) \| 경성대목구(1911) \| 경성대목구(1911) \| 경성대목구(1911) \| 경성대목구(1911) \| 경성대목구(1911) \| 경성대목구(1911) \| 경성대목구(1911) \| 청주대목구(1958) \| 청주대목구(1958) \| 청주대목구(1958) \| 청주대목구(1958) \| 청주교구(1962) \| 청주교구(1962) \| 청주교구(1962) \| 청주교구(1962) \| 청주교구(1962) \| 청주교구(1962) \| 청주교구(1962) \| 청주교구(1962) \| 청주교구(1962) \| 청주교구(1962) \| 청주교구(1962) \| 청주교구(1962) \| 대구 관구 \| 대구 관구 \| \| \| \| \| 조선 대목구 (1831) \| 조선 대목구 (1831) \| 대구대목구(1911) \| 대구대목구(1911) \| 대구대목구(1911) \| 대구대목구(1911) \| 대구대목구(1911) \| 대구대목구(1911) \| 대구대목구(1911) \| 대구대목구(1911) \| 대구대목구(1911) \| 대구대목구(1911) \| 대구대목구(1911) \| 대구대목구(1911) \| 대구대목구(1911) \| 대구대목구(1911) \| 대구대교구(1962) \| 대구대교구(1962) \| 대구대교구(1962) \| 대구대교구(1962) \| 대구대교구(1962) \| 대구대교구(1962) \| \| \| \| \| \| \| \| \| \| 조선 대목구 (1831) \| 조선 대목구 (1831) \| 대구대목구(1911) \| 대구대목구(1911) \| 대구대목구(1911) \| 대구대목구(1911) \| 대구대목구(1911) \| 대구대목구(1911) \| 대구대목구(1911) \| 대구대목구(1911) \| 대구대목구(1911) \| 대구대목구(1911) \| 대구대목구(1911) \| 대구대목구(1911) \| 대구대목구(1911) \| 대구대목구(1911) \| 대구대교구(1962) \| 대구대교구(1962) \| 대구대교구(1962) \| 대구대교구(1962) \| 대구대교구(1962) \| 대구대교구(1962) \| 안동교구(1969) \| \| \| 대구 관구 \| 대구 관구 \| \| \| \| \| 조선 대목구 (1831) \| 조선 대목구 (1831) \| \| \| \| \| \| \| \| \| \| 부산대목구(1957) \| 부산대목구(1957) \| 부산대목구(1957) \| 부산대목구(1957) \| 부산대목구(1957) \| 부산교구(1962) \| 부산교구(1962) \| 부산교구(1962) \| 부산교구(1962) \| 부산교구(1962) \| \| \| \| \| \| \| \| \| \| \| 조선 대목구 (1831) \| 조선 대목구 (1831) \| 마산교구(1966) \| \| \| \| \| \| \| \| \| 부산대목구(1957) \| 부산대목구(1957) \| 부산대목구(1957) \| 부산대목구(1957) \| 부산대목구(1957) \| 부산교구(1962) \| 부산교구(1962) \| 부산교구(1962) \| 부산교구(1962) \| 부산교구(1962) \| \| \| \| \| 대구 관구 \| 대구 관구 \| \| \| \| \| 조선 대목구 (1831) \| 조선 대목구 (1831) \| \| \| \| \| \| 광주지목구(1937) \| 광주지목구(1937) \| 광주지목구(1937) \| 광주지목구(1937) \| 광주대목구(1957) \| 광주대목구(1957) \| 광주대목구(1957) \| 광주대목구(1957) \| 광주대목구(1957) \| 광주대교구(1962) \| 광주대교구(1962) \| 광주대교구(1962) \| 광주대교구(1962) \| 광주대교구(1962) \| 광주대교구(1962) \| \| \| \| \| \| \| 광주 관구 \| 광주 관구 \| \| 조선 대목구 (1831) \| 조선 대목구 (1831) \| 제주지목구(1971) \| 제주지목구(1971) \| 제주지목구(1971) \| 제주교구(1977) \| 제주교구(1977) \| 제주교구(1977) \| 광주지목구(1937) \| 광주지목구(1937) \| 광주지목구(1937) \| 광주대목구(1957) \| 광주대목구(1957) \| 광주대목구(1957) \| 광주대목구(1957) \| 광주대목구(1957) \| 광주대교구(1962) \| 광주대교구(1962) \| 광주대교구(1962) \| 광주대교구(1962) \| 광주대교구(1962) \| 광주대교구(1962) \| \| \| \| \| \| \| 광주 관구 \| 광주 관구 \| \| 조선 대목구 (1831) \| 조선 대목구 (1831) \| \| \| \| \| \| 전주지목구(1937) \| 전주지목구(1937) \| 전주지목구(1937) \| 전주지목구(1937) \| 전주대목구(1957) \| 전주대목구(1957) \| 전주대목구(1957) \| 전주대목구(1957) \| 전주대목구(1957) \| 전주교구(1962) \| 전주교구(1962) \| 전주교구(1962) \| 전주교구(1962) \| 전주교구(1962) \| 전주교구(1962) \| 전주교구(1962) \| 전주교구(1962) \| 전주교구(1962) \| 전주교구(1962) \| 전주교구(1962) \| 전주교구(1962) \| 광주 관구 \| 광주 관구 \| \| \| \| \| \| \| \| \| \| \| \| \| \| \| \| \| \| \| \| \| \| \| \| \| \| \| 군종교구(1989) \| \| \| \| \| |                    |                  |                  |                  |                  |                  |                  |                  |                        |                        |                        |                        |                        |                        |                        |                        |                        |                        |                        |                        |                        |                        |                        |                        |                        |                        |                        |           |           |
| 주: 1928년 원산대목구 담당이었던 북간도에 연길지목구를 신설하였는데, 현재는 중국 천주교회의 심양관구에 속해 있다. |                    |                  |                  |                  |                  |                  |                  |                  |                        |                        |                        |                        |                        |                        |                        |                        |                        |                        |                        |                        |                        |                        |                        |                        |                        |                        |                        |           |           |
| 조선 대목구 (1831) | 조선 대목구 (1831) |                  | 원산대목구(1920) | 원산대목구(1920) | 원산대목구(1920) | 원산대목구(1920) | 원산대목구(1920) | 원산대목구(1920) | 덕원자치수도원구(1940) | 덕원자치수도원구(1940) | 덕원자치수도원구(1940) | 덕원자치수도원구(1940) | 덕원자치수도원구(1940) | 덕원자치수도원구(1940) | 덕원자치수도원구(1940) | 덕원자치수도원구(1940) | 덕원자치수도원구(1940) | 덕원자치수도원구(1940) | 덕원자치수도원구(1940) | 덕원자치수도원구(1940) | 덕원자치수도원구(1940) | 덕원자치수도원구(1940) | 덕원자치수도원구(1940) | 덕원자치수도원구(1940) | 덕원자치수도원구(1940) | 덕원자치수도원구(1940) | 덕원자치수도원구(1940) |           |           |
| 조선 대목구 (1831) | 조선 대목구 (1831) | 함흥대목구(1940) | 함흥대목구(1940) | 함흥대목구(1940) | 함흥대목구(1940) | 함흥대목구(1940) | 함흥대목구(1940) | 함흥대목구(1940) | 함흥교구(1962)         | 함흥교구(1962)         | 함흥교구(1962)         | 함흥교구(1962)         | 함흥교구(1962)         | 함흥교구(1962)         | 함흥교구(1962)         | 함흥교구(1962)         | 함흥교구(1962)         | 함흥교구(1962)         | 함흥교구(1962)         | 함흥교구(1962)         | 서울 관구              | 서울 관구              |                        |                        |                        |                        |                        |           |           |
| 조선 대목구 (1831) | 조선 대목구 (1831) |                  |                  | 평양지목구(1927) | 평양지목구(1927) | 평양지목구(1927) | 평양지목구(1927) | 평양대목구(1939) | 평양대목구(1939)       | 평양대목구(1939)       | 평양대목구(1939)       | 평양대목구(1939)       | 평양대목구(1939)       | 평양대목구(1939)       | 평양대목구(1939)       | 평양교구(1962)         | 평양교구(1962)         | 평양교구(1962)         | 평양교구(1962)         | 평양교구(1962)         | 평양교구(1962)         | 평양교구(1962)         | 평양교구(1962)         | 평양교구(1962)         | 평양교구(1962)         | 평양교구(1962)         | 평양교구(1962)         |           |           |
| 조선 대목구 (1831) | 조선 대목구 (1831) |                  |                  |                  |                  |                  |                  | 춘천지목구(1939) | 춘천지목구(1939)       | 춘천지목구(1939)       | 춘천대목구(1955)       | 춘천대목구(1955)       | 춘천대목구(1955)       | 춘천대목구(1955)       | 춘천대목구(1955)       | 춘천교구(1962)         | 춘천교구(1962)         | 춘천교구(1962)         | 춘천교구(1962)         | 춘천교구(1962)         | 춘천교구(1962)         | 춘천교구(1962)         | 춘천교구(1962)         | 춘천교구(1962)         | 춘천교구(1962)         | 춘천교구(1962)         | 춘천교구(1962)         |           |           |
| 조선 대목구 (1831) | 조선 대목구 (1831) | 원주교구(1965)   |                  |                  |                  |                  |                  | 춘천지목구(1939) | 춘천지목구(1939)       | 춘천지목구(1939)       | 춘천대목구(1955)       | 춘천대목구(1955)       | 춘천대목구(1955)       | 춘천대목구(1955)       | 춘천대목구(1955)       |                        |                        |                        |                        |                        | 서울 관구              | 서울 관구              |                        |                        |                        |                        |                        |           |           |
| 조선 대목구 (1831) | 조선 대목구 (1831) | 경성대목구(1911) | 경성대목구(1911) | 경성대목구(1911) | 경성대목구(1911) | 경성대목구(1911) | 경성대목구(1911) | 경성대목구(1911) | 서울대목구(1950)       | 서울대목구(1950)       | 서울대목구(1950)       | 서울대목구(1950)       | 서울대목구(1950)       | 서울대목구(1950)       | 서울대목구(1950)       | 서울대교구(1962)       | 서울대교구(1962)       | 서울대교구(1962)       | 서울대교구(1962)       | 서울대교구(1962)       | 서울대교구(1962)       | 서울대교구(1962)       | 서울대교구(1962)       |                        |                        |                        |                        |           |           |
| 조선 대목구 (1831) | 조선 대목구 (1831) | 경성대목구(1911) | 경성대목구(1911) | 경성대목구(1911) | 경성대목구(1911) | 경성대목구(1911) | 경성대목구(1911) | 경성대목구(1911) | 서울대목구(1950)       | 서울대목구(1950)       | 서울대목구(1950)       | 서울대목구(1950)       | 서울대목구(1950)       | 서울대목구(1950)       | 서울대목구(1950)       | 서울대교구(1962)       | 서울대교구(1962)       | 서울대교구(1962)       | 서울대교구(1962)       | 서울대교구(1962)       | 서울대교구(1962)       | 서울대교구(1962)       | 서울대교구(1962)       | 의정부교구(2004)       |                        |                        |                        |           |           |
| 조선 대목구 (1831) | 조선 대목구 (1831) | 경성대목구(1911) | 경성대목구(1911) | 경성대목구(1911) | 경성대목구(1911) | 경성대목구(1911) | 경성대목구(1911) | 경성대목구(1911) | 서울대목구(1950)       | 서울대목구(1950)       | 서울대목구(1950)       | 서울대목구(1950)       | 서울대목구(1950)       | 서울대목구(1950)       | 서울대목구(1950)       | 수원교구(1963)         |                        |                        |                        |                        |                        |                        |                        |                        |                        |                        |                        |           |           |
| 조선 대목구 (1831) | 조선 대목구 (1831) | 경성대목구(1911) | 경성대목구(1911) | 경성대목구(1911) | 경성대목구(1911) | 경성대목구(1911) | 경성대목구(1911) | 경성대목구(1911) |                        |                        |                        |                        | 인천대목구(1961)       | 인천대목구(1961)       | 인천대목구(1961)       | 인천교구(1962)         | 인천교구(1962)         | 인천교구(1962)         | 인천교구(1962)         | 인천교구(1962)         | 인천교구(1962)         | 인천교구(1962)         | 인천교구(1962)         | 인천교구(1962)         | 인천교구(1962)         | 인천교구(1962)         | 인천교구(1962)         |           |           |
| 조선 대목구 (1831) | 조선 대목구 (1831) | 경성대목구(1911) | 경성대목구(1911) | 경성대목구(1911) | 경성대목구(1911) | 경성대목구(1911) | 경성대목구(1911) | 경성대목구(1911) |                        |                        |                        | 대전대목구(1958)       | 대전대목구(1958)       | 대전대목구(1958)       | 대전대목구(1958)       | 대전교구(1962)         | 대전교구(1962)         | 대전교구(1962)         | 대전교구(1962)         | 대전교구(1962)         | 대전교구(1962)         | 대전교구(1962)         | 대전교구(1962)         | 대전교구(1962)         | 대전교구(1962)         | 대전교구(1962)         | 대전교구(1962)         |           |           |
| 조선 대목구 (1831) | 조선 대목구 (1831) | 경성대목구(1911) | 경성대목구(1911) | 경성대목구(1911) | 경성대목구(1911) | 경성대목구(1911) | 경성대목구(1911) | 경성대목구(1911) | 청주대목구(1958)       | 청주대목구(1958)       | 청주대목구(1958)       | 청주대목구(1958)       | 청주교구(1962)         | 청주교구(1962)         | 청주교구(1962)         | 청주교구(1962)         | 청주교구(1962)         | 청주교구(1962)         | 청주교구(1962)         | 청주교구(1962)         | 청주교구(1962)         | 청주교구(1962)         | 청주교구(1962)         | 청주교구(1962)         | 대구 관구              | 대구 관구              |                        |           |           |
| 조선 대목구 (1831) | 조선 대목구 (1831) | 대구대목구(1911) | 대구대목구(1911) | 대구대목구(1911) | 대구대목구(1911) | 대구대목구(1911) | 대구대목구(1911) | 대구대목구(1911) | 대구대목구(1911)       | 대구대목구(1911)       | 대구대목구(1911)       | 대구대목구(1911)       | 대구대목구(1911)       | 대구대목구(1911)       | 대구대목구(1911)       | 대구대교구(1962)       | 대구대교구(1962)       | 대구대교구(1962)       | 대구대교구(1962)       | 대구대교구(1962)       | 대구대교구(1962)       |                        |                        |                        |                        |                        |                        |           |           |
| 조선 대목구 (1831) | 조선 대목구 (1831) | 대구대목구(1911) | 대구대목구(1911) | 대구대목구(1911) | 대구대목구(1911) | 대구대목구(1911) | 대구대목구(1911) | 대구대목구(1911) | 대구대목구(1911)       | 대구대목구(1911)       | 대구대목구(1911)       | 대구대목구(1911)       | 대구대목구(1911)       | 대구대목구(1911)       | 대구대목구(1911)       | 대구대교구(1962)       | 대구대교구(1962)       | 대구대교구(1962)       | 대구대교구(1962)       | 대구대교구(1962)       | 대구대교구(1962)       | 안동교구(1969)         |                        |                        | 대구 관구              | 대구 관구              |                        |           |           |
| 조선 대목구 (1831) | 조선 대목구 (1831) |                  |                  |                  |                  |                  |                  |                  |                        |                        | 부산대목구(1957)       | 부산대목구(1957)       | 부산대목구(1957)       | 부산대목구(1957)       | 부산대목구(1957)       | 부산교구(1962)         | 부산교구(1962)         | 부산교구(1962)         | 부산교구(1962)         | 부산교구(1962)         |                        |                        |                        |                        |                        |                        |                        |           |           |
| 조선 대목구 (1831) | 조선 대목구 (1831) | 마산교구(1966)   |                  |                  |                  |                  |                  |                  |                        |                        | 부산대목구(1957)       | 부산대목구(1957)       | 부산대목구(1957)       | 부산대목구(1957)       | 부산대목구(1957)       | 부산교구(1962)         | 부산교구(1962)         | 부산교구(1962)         | 부산교구(1962)         | 부산교구(1962)         |                        |                        |                        |                        | 대구 관구              | 대구 관구              |                        |           |           |
| 조선 대목구 (1831) | 조선 대목구 (1831) |                  |                  |                  |                  |                  | 광주지목구(1937) | 광주지목구(1937) | 광주지목구(1937)       | 광주지목구(1937)       | 광주대목구(1957)       | 광주대목구(1957)       | 광주대목구(1957)       | 광주대목구(1957)       | 광주대목구(1957)       | 광주대교구(1962)       | 광주대교구(1962)       | 광주대교구(1962)       | 광주대교구(1962)       | 광주대교구(1962)       | 광주대교구(1962)       |                        |                        |                        |                        |                        |                        | 광주 관구 | 광주 관구 |
| 조선 대목구 (1831) | 조선 대목구 (1831) | 제주지목구(1971) | 제주지목구(1971) | 제주지목구(1971) | 제주교구(1977)   | 제주교구(1977)   | 제주교구(1977)   | 광주지목구(1937) | 광주지목구(1937)       | 광주지목구(1937)       | 광주대목구(1957)       | 광주대목구(1957)       | 광주대목구(1957)       | 광주대목구(1957)       | 광주대목구(1957)       | 광주대교구(1962)       | 광주대교구(1962)       | 광주대교구(1962)       | 광주대교구(1962)       | 광주대교구(1962)       | 광주대교구(1962)       |                        |                        |                        |                        |                        |                        | 광주 관구 | 광주 관구 |
| 조선 대목구 (1831) | 조선 대목구 (1831) |                  |                  |                  |                  |                  | 전주지목구(1937) | 전주지목구(1937) | 전주지목구(1937)       | 전주지목구(1937)       | 전주대목구(1957)       | 전주대목구(1957)       | 전주대목구(1957)       | 전주대목구(1957)       | 전주대목구(1957)       | 전주교구(1962)         | 전주교구(1962)         | 전주교구(1962)         | 전주교구(1962)         | 전주교구(1962)         | 전주교구(1962)         | 전주교구(1962)         | 전주교구(1962)         | 전주교구(1962)         | 전주교구(1962)         | 전주교구(1962)         | 전주교구(1962)         | 광주 관구 | 광주 관구 |
| |                    |                  |                  |                  |                  |                  |                  |                  |                        |                        |                        |                        |                        |                        |                        |                        |                        |                        |                        |                        |                        |                        |                        |                        | 군종교구(1989)         |                        |                        |           |           |

- 1779년: 경기도 광주 천진암에서 천주교 서적 강학회가 열렸다. 그러나 이는 단지 천주교 서적을 연구하는 모임으로서, 이 모임을 종교 모임으로 보기는 어렵다.
- 1784년 음력 1월: 이승훈이 베이징에서 세례를 받고 조선의 첫 천주교 신도가 되었다. 이로써 조선최초의 천주교회가 창립되었다.
- 1790년: 북경 교구장인 구베아(Alexander de Gouvea) 주교가, 북경 교구에 속한 조선 로마 가톨릭교회에 제사 금지령을 내렸다.
- 1791년 12월 8일: 천주교 신도인 윤지충과 권상연이 우상이라면서 조상의 신주(神主)를 불사르자, 조선 조정에서는 이들을 처벌한 신해박해가 발생했다. 이 사건으로 중국교회의 선교사 파송계획도 실패했다. 하지만 조선교회가 성장하자, 1794년 주문모 신부를 선교사로 파송한다.
- 1801년: 신유박해, 황사영 백서 사건
- 1831년 9월 9일: 교황청이 천주교 조선대목구를 신설하였다.
- 1839년: 기해박해
- 1845년: 김대건이 한국교회사 최초로 천주교 사제 서품을 받았다.
- 1846년: 병오박해 - 김대건 등이 순교하였다.
- 1866년: 병인박해
- 1882년의 한미수호통상조약과 1886년의 한불수호통상조약에 따라 천주교가 종교로서 공인되었다.
- 1911년 4월 8일: 조선대목구가 경성대목구와 대구대목구로 분리되었다.
- 1920년: 경성대목구 담당이었던 함경도 지방에 원산대목구가 신설되었다.
- 1927년: 경성대목구 담당이었던 평안도 지방에 평양지목구가 신설되었다.
- 1928년: 북간도에 연길대목구가 신설되었다. 이전까지 북간도는 경성대목구 소속이었다.
- 1937년 4월 13일: 대구대목구 담당이던 전라도 지역에 광주지목구와 전주지목구가 신설되었다.
- 1939년 4월 25일: 강원도 지역에 경성대목구에서 춘천지목구가 신설되었다. 평양지목구가 평양대목구로 승격되었다.
- 1940년 1월 12일: 원산대목구가 해체되어 각각 함흥대목구와 덕원자치수도원장구가 신설되었다.[25]
- 1950년: 경성대목구에서 서울대목구로 명칭을 변경하다.
- 1955년 9월 20일: 춘천지목구가 춘천대목구로 승격되었다.
- 1957년: 대구대목구 담당 경상남도 지역에 부산대목구가 신설되었다. 전주지목구가 전주대목구로 승격되었고, 광주지목구가 광주대목구로 승격되었다.
- 1958년 6월 23일: 충청북도 지역에 청주대목구가, 충청남도 지역에 대전대목구가 신설되었다.
- 1961년 6월 6일: 인천을 중심으로 인천대목구가 신설되었다.
- 1962년: 한반도 내의 모든 대목구가 독립적 교회 행정 구역 단위인 교구로 승격되었다. 그 가운데 서울교구는 서울관구선도교구로, 대구교구는 대구관구선도교구로, 광주교구는 광주관구선도교구로 각각의 관구장좌 대교구로 승격되었다.
- 1963년 10월 7일: 서울대교구 담당이었던 경기도 남부 지역에 수원교구가 신설되었다.
- 1965년 3월 22일: 춘천교구 담당이었던 강원도 남부 지역에 원주교구가 신설되었다.
- 1966년 2월 5일: 부산교구 담당이었던 경상남도 서부 지역에 마산교구가 신설되었다.
- 1968년: 김수환 서울대교구 대주교가 대한민국 최초의 추기경으로 서임되었다.
- 1969년 5월 29일: 대구대교구 담당이었던 경상북도 북부 지역에 안동교구가 신설되었다.
- 1970년대: 각 천주교 교구에 정의평화위원회가 설치되었다.
- 1971년 6월 28일: 광주대교구에서 관장하던 제주도 지역에 제주지목구가 신설되었다.
- 1974년 9월 23일: 원주교구 지학순 주교가 민청학련 사건으로 구속되면서 정의구현전국사제단이 출범하였다.
- 1977년: 제주지목구가 제주교구로 승격되었다.
- 1984년: 교황 요한 바오로 2세의 방한, 김대건을 비롯한 103명의 한국 순교자들을 시성(諡聖)하였다.
- 2003년: 교황청 외교관으로 활동하던 장인남 대주교가 한국인 최초로 교황 대사에 임명되어 방글라데시 교황 대사로 부임하였다.
- 2004년 6월 24일: 경기도 북부 지역에 의정부교구가 신설되었다.
- 2006년 2월 24일: 서울대교구 정진석 대주교가 대한민국의 두 번째 추기경으로 서임되었다.
- 2006년 7월 23일: 서울 금란교회에서 개최된 세계감리교대회에서 감리교회가 가톨릭, 루터교회가 작성한 의화교리에 대한 공동합의선언문(JDDJ)에 참여하였다.
- 2014년 8월 14일~8월 18일: 프란치스코 교황이 세계청년대회를 계기로 한국을 방문해 윤지충 등의 동료 순교자 총 124위를 시복하였다.
- 2016년 대구대교구에서 운영하는 희망원에서 인권침해 사건이 보도되었다.
- 2021년 6월 11일: 프란치스코 교황이 유흥식 추기경을 최초로 성직자성(현 성직자부) 장관으로 임명하였다. 이후 유 추기경은 2022년 8월 27일 대한민국의 네번째 추기경으로 서임되었다.

## 교구
한국의 가톨릭교회는 대한민국에 주교좌를 둔 16개 교구와 조선민주주의인민공화국에 관할구역이 있는 2개 교구 및 1개 자치수도원구로 구성되어 있다.
각 교구는 서울대교구, 대구대교구, 광주대교구를 중심으로 하는 3개의 관구에 소속되어 있으며, 한국 내 각 교구장의 협의회인 한국 천주교 주교회의(한국 천주교 중앙협의회)가 있다.
조선민주주의인민공화국 내에 관할 구역이 있는 평양교구, 함흥교구, 덕원자치수도원구의 세 개 교구는 조선민주주의인민공화국의 종교 불허 정책으로 인해 신자를 잃고 침묵의 교회(沈默의 敎會)로 남아 있으며, 현재는 서울대교구의 교구장이 평양교구의 교구장 서리를, 춘천교구의 교구장이 함흥교구의 교구장서리를, 성 베네딕도회 왜관수도원의 수도원장이 덕원자치구장 서리를 맡고 있다.
현재 한국의 교구 현황은 다음과 같다.

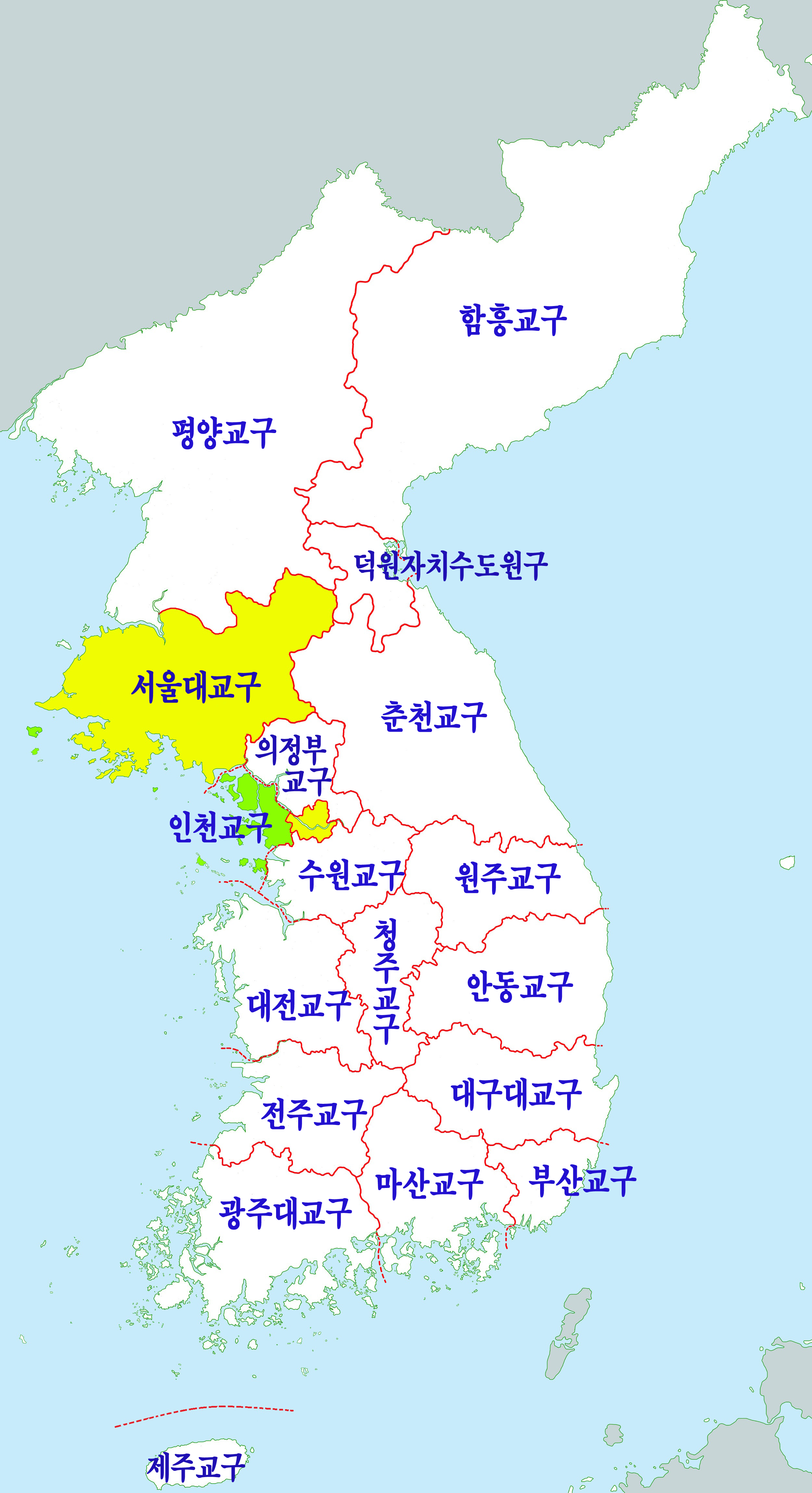
대한민국의 천주교 교구 관할도

대한민국의 가톨릭 관구

- 서울관구 (관구장 : 정순택 (베드로) 대주교)
  - 서울대교구 (서울특별시, 조선민주주의인민공화국의 옛 황해도지역)
  - 인천교구 (인천광역시와 경기도 부천시, 김포시, 시흥시 일부, 안산시 대부도)
  - 수원교구 (부천시, 김포시 전 지역과 시흥시의 옛 소래읍 지역을 제외한 경기도 남부 지역)
  - 의정부교구 (포천시, 가평군을 제외한 경기도 북부 지역)
  - 춘천교구 (강원특별자치도 북부 지역과 경기도 포천시, 가평군, 조선민주주의인민공화국의 옛 강원도지역)
  - 원주교구 (강원특별자치도 남부 지역과 충청북도 제천시, 단양군)
  - 대전교구 (대전광역시와 충청남도 전 지역, 세종특별자치시 대부분)
  - 함흥교구 (조선민주주의인민공화국의 옛 함경북도 전역과 옛 함경남도의 원산부, 덕원군, 문천군, 안변군, 고원군을 제외한 나머지 지역)
  - 평양교구 (조선민주주의인민공화국의 옛 평안남도와 평안북도)

- 대구관구 (관구장 : 조환길 (타대오) 대주교)
  - 대구대교구 (대구광역시와 경상북도 남부 지역)
  - 안동교구 (경상북도 북부지역)
  - 청주교구 (제천시와 단양군을 제외한 충청북도 전 지역, 세종특별자치시 일부)
  - 마산교구 (경상남도 서부 지역)
  - 부산교구 (부산광역시, 울산광역시와 경상남도 밀양시, 양산시, 김해시)
- 광주관구 (관구장 : 옥현진 (시몬) 대주교)
  - 광주대교구 (광주광역시와 전라남도 전 지역)
  - 전주교구 (전북특별자치도 전 지역)
  - 제주교구 (제주특별자치도 전 지역)
- 성좌 직속
  - 군종교구 (관할구역 없음. 대한민국 국군 장병 관할)
  - 덕원자치수도원구 (옛 원산부와 옛 함경남도 문천군, 안변군, 고원군)

## 교세
2025년 4월 22일에 발표된 “한국 천주교회 통계 에 따르면, 2024년 12월 31일 현재 대한민국의 한국인 천주교 신자의 현재 교세는 다음과 같다. 신자 수와 비율은 유효하게 세례성사를 받은 신자로 한정되어 있다.
- 총 신자 수 : 5,997,654명 (총 인구 수의 약 11.3%)
- 전년 대비 증가율 : 1.3%
- 신자 성별 비율 : 여성 58.5%, 남성 41.5%
- 여성 신자 수 : 3,418,228명
- 남성 신자 수 : 2,579,426명
- 총 성직자 수 : 5,751명 (주교 42명, 교구 소속 신부 5,661명, 선교 수도 단체 소속 신부 971명)
- 총 수도자 수 : 여자 9,905명, 남자 1,568명(수련자는 제외)
- 교회 수 : 본당 1,789개, 공소 708개 (본당 1곳당 평균 신자 수 3331명)(사제 1인당 신자수 2,561명)

## 비판
2014년 8월 14일에 교황 프란치스코가 대한민국을 방문하여 한국 천주교 주교단을 만난 자리에서, "어떤 교회와 공동체들은 그 자체가 중산층이 돼 공동체의 일부인 가난한 사람들이 심지어 수치감을 느낄 정도입니다."라고 하며 빈곤층을 외면하는 교회를 정면으로 비판하였다. 하지만 그 날 한국 천주교 측이 배포한 교황 연설 한국어 번역본에는 이 내용이 빠져 있었다. 이는 가톨릭뉴스 지금여기에서 교황청 홈페이지에 실린 영어판을 확인하면서 밝혀진 것이다.
이에 대해 주교회의의 한 관계자는 "일부러 빠뜨린 것은 아니다" 고 밝혔다. 그리고 "(처음 교황청에서 보내준 교황 연설문과는) 교황님께서 연설을 직접 하시는 자리에서 약간 달리 하셨다" 며, "바티칸 측에서도 영구적인 기록을 위해 실제 하신 말씀과 맞추고자 하는 것이다. 마찬가지로 우리도 실제로 교황님이 어떻게 말씀하셨는지가 중요하므로 그에 따라 번역문을 교체할 계획을 갖고 있다" 고 덧붙였다. 하지만 그럼에도 교황의 말 한마디가 역사에 남는다는 점을 감안하면 이해하기 어렵다는 지적이 나왔다.
후에 한국천주교주교회의에서는 "교황청 사이트에는 교황께서 연설과 강론을 한 직후 이 메시지가 게시됩니다. 이 사이트에 올라가는 내용은 즉석에서 추가한 말씀까지 올라가게 되므로, 방한준비위원회에 보내온 사전 원고와는 조금 차이가 있습니다. 일부 언론에서 보도하는 것처럼 교황의 말씀을 일부러 누락하는 일은 없습니다. 다만 번역과 감수 등에 걸리는 시간이 있어 교황청 사이트와 동시에 올릴 수 없고 약간의 시간이 필요함을 양해해 주시기 바랍니다." 라고 밝히며, 최종본에는 이 내용을 추가했다. 그리고 9월 2일에 연설 전 원고를 공개했는데, 해당 내용이 빠져 있었다.

## 기타
대한민국 국회의사당에는 로마 가톨릭교회 신자들로 구성된 의원 모임 국회가톨릭신도의원회가 있다. 제22대 국회 기준 대한민국 국회 내 가톨릭 신자는 총 80명으로 집계되었다.
대한민국의 민주당계 정당에는 장면 전 총리와 그를 대부로 세례를 받은 김대중의 영향에 따라 로마 가톨릭교회 신자의 비율이 많다고 알려져있다. 천주교가 군사독재 시절 민주화운동에 적극 참여하면서, 민주화운동가들이 천주교로부터 도움을 받고 세례를 받았으며 이들이 정치권에 입문하면서 자연스레 민주당계 정당 내 로마 가톨릭교회 신자 비율이 높아졌다는 평가다. 실제로 19대 국회부터 22대 국회까지 집계된 종교별 국회의원 현황 중 로마 가톨릭교회 신자인 국회의원 비율은 민주당계 정당이 늘 우위를 범했다.

## 같이 보기
- 한국의 기독교
- 로마 가톨릭 성인 달력
- 한국의 로마 가톨릭 성인
- 대한민국의 대성당 목록
- 법정 시간경
- 레지오 마리애
- 황사영 백서
- 김대건 신부
- 최양업 신부
- 신해박해
- 신유박해
- 기해박해
- 병오박해
- 병인박해

## 참고 문헌
- 이덕일 (2003). 〈강완숙-새로운 세계관에 인생을 건 조선 천주교 최초의 여회장〉. 《이덕일의 여인열전》. 김영사. ISBN 978-89-349-1250-7.
- 춘추관 관원들 (1838). 《순조실록》.